# Lago Tollense
Tellense (em alemão: Tollensesee)[a] é um lago situado no estado de Meclemburgo-Pomerânia Ocidental, no norte da Alemanha. O lago têm uma superfície de área de 17,4 km² e 33 metros de profundidade máxima.[carece de fontes?] As maiores cidades banhadas pelo lago são Neubrandenburg e Penzlin.